# Tumbulgum
Tumbulgum /tʌmˈbʌlɡəm/ tum-BUL-gəm) é uma vila no norte de Nova Gales do Sul, Austrália. Fica na área do governo local de Tweed Shire, na confluência dos rios Rous e Tweed, 818 quilômetros a nordeste da capital do estado, Sydney, e 120 quilômetros a sudeste de Brisbane. No censo de 2006, Tumbulgum tinha uma população de 349 pessoas.

## Demografia
No censo de 2011, Tumbulgum registrou uma população de 383 pessoas, 50,4% do sexo feminino e 49,6% do sexo masculino.
A idade média da população de Tumbulgum era de 42 anos, 5 anos acima da média nacional de 37.
78,1% das pessoas que vivem em Tumbulgum nasceram na Austrália. As outras respostas principais por país de nascimento foram Inglaterra 5,7%, Nova Zelândia 2,1%, País de Gales 1,3%, Filipinas 1%, Dinamarca 1%.
87,7% das pessoas falavam apenas inglês em casa; as próximas línguas mais comuns foram 1,6% holandês, 1% alemão, 1% italiano, 0,8% grego.